# Деверра
Деве́рра (лат. Deverra — мести, вимітати) — у римській міфології богиня, яка опікувалося породіллями й новонародженими. Також як уособлення мітли, або знаряддя для збору зерна.
Вшановувалася разом з богом Пілумном і богинею Інтерцидоною. Разом вони захищали породіль і немовлят від бога дикої природи Сільвана.